# Mystacides dentatus
Mystacides dentatus är en nattsländeart som beskrevs av Martynov 1924. Mystacides dentatus ingår i släktet Mystacides och familjen långhornssländor. Utöver nominatformen finns också underarten M. d. brevispinatus.